# 永田博丈
永田 博丈（ながた ひろたけ、1948年1月5日 - ）は、日本の男性俳優、声優。京都府出身。劇団NLT所属。身長171cm。体重57kg。かつては永田博文名義で活動していた。

## 出演作品

### テレビドラマ
- なんたって18歳! 第6話「お金儲けは楽じゃない」（1971年、TBS / 大映テレビ）
- 太陽にほえろ!（日本テレビ / 東宝）
  - 第214話「奇妙な友達」（1976年）
  - 第254話「子連れブルース」（1977年）
  - 第290話「執念」（1978年）
  - 第320話「翔べないカナリア」（1978年）
  - 第481話「闇の中の殺人者」（1980年）
- NHK大河ドラマ
  - 翔ぶが如く（1990年） - 平岡円四郎
  - 太平記（1991年） - 座頭
  - 信長 KING OF ZIPANGU（1992年） - 良慶
  - 八代将軍吉宗（1995年） - 五助
- 西遊記II（1979年）
- 曠野のアリア（1980年9月1日、TBS）
- 金田一耕助の傑作推理 悪魔が来りて笛を吹く（1992年）
- 土曜ワイド劇場 山村美紗サスペンスシリーズ 花の京都・美人姉妹の推理 向日葵は死のメッセージ（1997年、ANB）

### テレビアニメ
- まんがはじめて物語（1978年 - 1984年）
- 犬夜叉（2004年） - 神泉和尚
- 巌窟王（2004年） - ノワルティエ・ド・ヴィルフォール
- BLOOD+（2005年） - ヴォリス
- ルパン三世 the Last Job（2010年） - ヤコペッティ局長[2]

### 劇場アニメ
- アップルシード（2004年） - 七賢老カドモス[3]

### 吹き替え

#### 映画
- アレキサンダー（アリストテレス〈クリストファー・プラマー〉）
- エミリー・ローズ
- 奇蹟の輝き
- キューティ・ブロンド
- スター・ウォーズ エピソード3/シスの復讐（ティオン・メイドン〈ブルース・スペンス〉）
- ストライキング・レンジ（ビリングス〈グレン・モーシャワー〉）
- スパイダーマン2
- ターミネーター3
- デビルクエスト（フェルソン〈ロン・パールマン〉）
- トゥー・ブラザーズ
- 遠すぎた橋（スパンダー医師〈ローレンス・オリヴィエ〉）※DVD版
- バーバー
- バターンを奪回せよ（マッデン大佐〈ジョン・ウェイン〉）※PDDVD版
- ファミリー・マン ある父の決断（エド・ブラックリッジ〈ウィレム・デフォー〉）
- プロフェシー
- ミスティック・リバー
- ラスト・ターゲット（パヴェル）

#### ドラマ
- ER XI 緊急救命室 #229（アドラー〈ノーバート・ウェイサー〉）
- ER XIII 緊急救命室 #272,#273（ラーン判事〈マイケル・J・ロンドン〉）
- ER XIV 緊急救命室 #297（J・J・パーキンス〈アドルファス・ウォード〉）
- イ・サン（チャン・テウ）
- WITHOUT A TRACE/FBI 失踪者を追え!
  - シーズン1（クラークソン）
  - シーズン3（バッテン保安官）
  - シーズン5（ジョセフ・プラット）
- 救命医ハンク2 セレブ診療ファイル（マルコス〈トニー・プラナ〉）
- クッキ 〜菊熙〜
- コールドケース7 ザ・ファイナル
- コックリさん
- ザ・ケープ 漆黒のヒーロー（マックス・マリーニ〈キース・デイヴィッド〉）
- ザッツ★マジックアワー ダメ男ハワードのステキな人生（バック・ハワード〈ジョン・マルコヴィッチ〉）
- CSI:7 科学捜査班
- CSI:ニューヨーク（コスタ・パパロタ〈トニー・アメンドーラ〉、カーヴァー局長）
- CSI:マイアミ
- 続ハリーズ・ロー 裏通り法律事務所
- 太王四神記（カグン）
- チャームド 〜魔女3姉妹〜（アスモデウス）
- 朱蒙 -チュモン- Prince of the Legend（プドゥクプル）
- トンイ（チャン・イッコン）
- 根の深い木 〜世宗大王の誓い〜
- 馬医（チョン・ソンジョ〈キム・チャンワン〉）※NHK版
- HAWAII FIVE-0（ジミー・キャノン〈キース・デイヴィッド〉、サミュエル〈ロバート・イングランド〉）
- 4400 未知からの生還者4
- ブルーブラッド 〜NYPD家族の絆〜
- 魔術師 MERLIN（オーディン）
- ミス・マープル4 魔術の殺人（カリー警部）
- 名探偵モンク
- メントーズ 世界の偉人たちからのメッセージ
- 誘拐交渉人 裏切りの陰謀（フランツ）
- リゾーリ&アイルズ ヒロインたちの捜査線（ロバート・ゴルバーン）
- リンガー 〜2つの顔〜

#### 人形劇
- サンダーバード6号（ジョン・トレーシー、ゴードン・トレーシー）※テレビ版

### 特撮
- 仮面ライダー（1972年）第89話
- キカイダー01（1973年）第13話
- 兄弟拳バイクロッサー（1985年）第27話 - イシャーゴン人間態

### 舞台
- カラミティージェーン
- 毒薬と老嬢
- ノーセックスプリーズ
- ばらばら
- 水戸黄門の妻